# ان‌جی‌سی ۶۳۸۳
ان‌جی‌سی ۶۳۸۳ (انگلیسی: NGC 6383) یک خوشه باز از ستارگان در صورت فلکی کژدم است. این خوشه در سال ۱۸۴۷ توسط اخترشناسی انگلیسی جان هرشل کشف شد. در کاتالوگ عمومی جدید نیز به عنوان NGC 6374 شناسایی شد که به احتمال زیاد به دلیل یک خطای اداری بود.
این یک خوشه بزرگ از ستاره‌های پراکنده است که قطر زاویه‌ای ۲۰ دقیقه دارد. درخشان‌ترین جزء، سیستم ستاره‌زایی  ستاره گونه او (O) با نام HD 159176 (HR 4962) است. در برابر تابش خیره کننده این ستاره قدر ششم، تعداد انگشت شماری از اعضای کم نورتر با یک جفت دوربین دوچشمی بزرگ قابل مشاهده است.
خوشه ان‌جی‌سی ۶۳۸۳ در فاصلهٔ تقریبی ۳۵۴۰ سال نوری (۱۰۸۶ پارسک) از خورشید قرار دارد.
بخشی از بازوی کارینا-کمان کهکشان راه شیری در ناحیه ستاره‌زایی به نام Sh 2-012، و در مقابل یک ابر جذب غبار قرار دارد.